# Burnsville (Minnesota)
Burnsville és una població dels Estats Units a l'estat de Minnesota. Segons el cens del 2007 tenia 59.118 habitants.

## Demografia
Segons el cens del 2000, Burnsville tenia 60.220 habitants, 23.687 habitatges, i 15.633 famílies. La densitat de població era de 935,1 habitants per km².
Dels 23.687 habitatges en un 34,1% hi vivien nens de menys de 18 anys, en un 52,8% hi vivien parelles casades, en un 10% dones solteres, i en un 34% no eren unitats familiars. En el 24,8% dels habitatges hi vivien persones soles el 4,8% de les quals corresponia a persones de 65 anys o més que vivien soles. El nombre mitjà de persones vivint en cada habitatge era de 2,53 i el nombre mitjà de persones que vivien en cada família era de 3,07.
Per edats la població es repartia de la següent manera: un 26,2% tenia menys de 18 anys, un 10,1% entre 18 i 24, un 34% entre 25 i 44, un 22,5% de 45 a 60 i un 7,2% 65 anys o més.
L'edat mediana era de 33 anys. Per cada 100 dones de 18 o més anys hi havia 95 homes.
Entorn del 3,7% de les famílies i el 5,1% de la població estaven per davall del llindar de pobresa.

## Poblacions més properes
El següent diagrama mostra les poblacions més properes.